# Nigeria en los Juegos Olímpicos de Moscú 1980
Nigeria estuvo representada en los Juegos Olímpicos de Moscú 1980 por un total de 44 deportistas que compitieron en 5 deportes.  
El equipo olímpico nigeriano no obtuvo ninguna medalla en estos Juegos.